# Aksjeselskap
Aksjeselskap (abreujat AS o A/S) és el terme noruec per a una empresa basada en accions. Una AS sempre és una societat mercantil en la qual els propietaris no es fan responsable del deute més enllà del capital social perquè és de responsabilitat limitada. Les empreses públiques es diuen Allmennaksjeselskap (ASA), mentre que les empreses sense responsabilitat limitada es diuen Ansvarlig selskap (ANS).
Totes les empreses AS han de tenir un capital social d'almenys 30.000 corones noruegues per a la seva constitució. A més, han de tenir un Consell d'administració i, en funció de la mida de la seva facturació, el total del balanç o el nombre d'empleats i un auditor. Es pot optar per tenir un executiu en cap. Si l'empresa compta amb actius superiors als 3 milions de corones noruegues, la junta ha de tenir un mínim de tres membres i el director gerent no pot ser president del Consell. Encara que la llei no ho exigeix, la pràctica totalitat de les empreses noruegues tenen un any fiscal comprès entre gener i desembre, malgrat que algunes filials estrangeres poden tenir un any fiscal diferent perquè coincideixi amb l'empresa matriu.